# 藏药木
藏药木（学名：Hyptianthera stricta）为茜草科藏药木属下的一个种。